# Keith Scott
Keith Douglas Scott (Vancouver, 20 de julio de 1954) es un guitarrista canadiense.

## Biografía
Keith Scott nació en Vancouver, Canadá, el 20 de julio de 1954 como Keith Douglass Scott. Sus padres también fueron músicos, su padre tocaba piano en una banda de jazz, y su madre cantaba ocasionalmente. Además tiene tres hermanos, Ryan, Ellen y Lea-Anne. De joven tuvo varios trabajos, como repartidor periódicos, jefe de scouts y ayudante de ginecología. Como introducción al ámbito musical comenzó tocando la flauta en la orquesta de una escuela, en la que realizaba sus estudios. Luego de ello, se inclinó por tocar guitarra acústica, teniéndola así por hobbie, pero nunca llegó a recibir clases (también en aquellos tiempos se encontraba tocando en una iglesia católica). Por esta época (más exactamente, a sus 16 años de edad) conoció a Bryan Adams. Cuando tenía 17, obtuvo una Fender Stratocaster, con la cual incursionaría hacia el mundo de la guitarra eléctrica y, en general de la música rock (sin olvidar, claro está, sus grandes influencias en el blues, el rock'n'roll, el country y otros géneros que suele enfatizar), de ahí, que sus principales influencias, a lo largo de su carrera (y las cuales son muy notables en él), han sido inspiradas por los memorables Jimmy Hendrix, Eric Clapton y Jeff Beck, y, fuera del propio Bryan Adams, también ha trabajado con otros muchos artistas y bandas de talla internacional, como Bryan Ferry, Tina Turner, Tom Cochrane, Glass Tiger, Odds, Bob Kemmis, Ready For The World, Carly Simon, Matthew Goode, Dion, Riley Melvin, Mick Ronson, Rita McNeil, Kim Kuzma, Anne Murray, David Bowie, Mae Moore, Bonnie Raitt y Cher, entre otros. Está casado con una mujer llamada Paula y tiene dos hijas, Noa y Kimberly Wyatt.

## Carrera
Antes de comenzar su carrera junto al roquero canadiense Bryan Adams, Keith comenzó tocando rock de garaje, y fue parte de bandas canadienses como Bowser Moon The Handley Page Group y Zingo, y llegó a tocar aproximadamente en 300 espectáculos, de manera anual y lucrativa.
Conoció a Bryan Adams en 1981, pero fue solo hasta 1983, en el tercer álbum de estudio de Bryan Adams, titulado "Cuts Like A Knife", en el que Keith tuvo su primera participación discográfica.

## En la actualidad
Con el pasar de los años, y con un largo trayecto, Keith Scott se ha logrado consolidar como una leyenda para los fanes de Bryan Adams, al igual que Mickey Curry (baterista). Bryan Adams no sería lo que es en la actualidad sin la participación activa de Keith, puesto que este guitarrista es una de las partes fundamentales en los conciertos del canadiense, así como en sus discos. Entre los fanes de Adams, Scott es idolatrado. Ambos, junto a Mickey Curry, son ya una banda de música más que un simple solista internacional.
Con la retirada de dos miembros de la banda en 1999, el teclista Tommy Mandel y el bajista Dave Taylor, Keith Scott vino a tomar el mando de la guitarra, haciendo un complejo papel genérico con ella: así, debía llevar rítmicas, hacer solos y realizar acordes y arpegios (tanto en estudio como en concierto, aunque en estudio fue muy poco, puesto que, por este tiempo, Bryan Adams no tenía preparado disco alguno, solo el lanzamiento en vivo de dos DVD en el 2000). Entonces, Bryan Adams se encargaba del bajo; Mickey de la batería y finalmente Keith exponía todo lo anteriormente dicho (quizás por este hecho, Keith es tan admirado como guitarrista), por supuesto, hasta la aparición de dos nuevos miembros para la banda: Gary Beit y Norm Fisher (en teclado y bajo, respectivamente).

## Musicalmente
Scott siempre se ha caracterizado por su gran modestia y recato en cuanto a guitarras se refiere; sobre todo este hecho es muy visible en las grabaciones de estudio, por realizar solos de guitarra aparentemente "sencillos", aunque muy profundos y hasta algo "sentimentales" (a veces, inclusive, utilizando un mínimo de distorsión en sus guitarras, o bien, efectos de pedal poco usuales). En los conciertos que sostiene con Bryan Adams, se hace muy usual encontrarlo haciendo buen debut, así, acompañando en rítmica de guitarras, o bien, armonizando con acordes y arpegios. Sin embargo, a través de los últimos años, grandes y memorables solos, muy impresionantes, son característicos de él en las presentaciones de Bryan Adams, en especial sobre los temas "It's Only Love" y "Touch The Hand", canciones en las cuales siempre innova unos solos que, según sus fanes los pone con "los pelos de punta" (y lo mejor, improvisados). Lo más impresionante de estos debuts es el hecho de la expresión corporal que Keith muestra a la hora de tocar, así, por ejemplo, se manda la guitarra en la nuca y puntea con ella allí, la toca con la lengua, se cruza la guitarra entre las piernas, se deja caer con ella al piso para tocarla acostado, la levanta de la base, e inclusive, se lanza la guitarra transversalmente, de manera que esta le recorre todo el cuerpo con la correa (marcando algo así como una especie de "orbita"), para, finalmente, caer en un golpe rítmico muy vibrante. Estos debuts también son usuales en la canción "Kids Wanna Rock", en la que Keith y Bryan hacen "hablar" o "llorar" las guitarras. Keith maneja excelentes técnicas que lo acreditan como guitarrista envidiable. Es muy notoria su participación con la plumilla, con el slide y con el pedal de distorsión utilizado en guitarra eléctrica (lo que le da proporcionalidad de efectos y tonos).

## Otros proyectos
Desde hace unos años, Keith Scott ha mantenido proyectos musicales independientes a los de Bryan Adams, pero el más notable de todos ellos es la unión que realizó hace unos años junto al también actual baterista de Bryan Adams Mickey Curry, y junto a Mark Holden (bajista, miembro fundador, en 1980, de la banda canadiense Boulevard), para conformar un supergrupo: The Fontanas.

## Keith y Gretsch: "Dos poderosos de la música"
Gracias al alto perfil que Keith Scott ha mantenido con Gretsch (una importante compañía fabricante de guitarras), desde los inicios de su carrera como músico profesional ha tenido la fortuna, de entre pocos guitarristas, de lanzar al mercado una guitarra representante a esta marca, la cual posee ya su nombre (y es hecha a su diseño). Como tal, es una guitarra electroacústica dorada, con ciertos baños en oro, y un sonido profundo (con un cierto aire de los 50's), autografiada por el mismo Scott, y con la cual este músico se mostró en el video de "On a Day Like Today" (el primer sencillo del álbum de Bryan Adams de 1998), y en ciertos conciertos. Se trata de la G6120KS Keith Scott Nashville, la cual incluye la firma y la plumilla autografiada por el mismo Scott (como nota adicional, se puede claramente evidenciar en el video de "Everything I Do (I Do It For You)", donde Scott utiliza una guitarra Gretsch naranja, en representación de la compañía estadounidense).